# Paul Büttner
Paul Büttner   (Dresden, 10 de desembre de 1870 - Dresden, 15 d'octubre de 1943) fou un compositor, director d'orquestra, director de cor, musicòleg, oboista i crític musical alemany.

## Biografia
Nascuts a Dresden, els pares de Paul Büttner originàriament provenien de les muntanyes orientals. El pare treballava en una fàbrica de vidre a Löbtau. Büttner va escriure les seves primeres composicions més petites a l'edat de vuit anys. Després de l'escola li van donar un lloc al Conservatori de Dresden. Primer va estudiar oboè i després va prendre classes de composició de Felix Draeseke, l'alumne més destacat del qual es va convertir.
La mort del seu pare el va fer responsable del manteniment de la seva família. Büttner es va guanyar els diners que necessitava tocant com a oboista en diverses orquestres de ball més petites.
Després que Paul Büttner es convertís en cap de diversos cors obrers, va treballar del 1896 al 1907 com a director de cor al Conservatori de Dresden. A partir de 1905 se li va atorgar el lloc de director federal de la "Dresden Workers 'Association". El 1909 es va casar amb la periodista Eva Malzmann.
Va treballar durant 21 anys des de 1912 com a crític musical del diari socialdemòcrata "Dresdner Volkszeitung". El 1917 va rebre el títol de professor i finalment va ser nomenat director artístic del Conservatori de Dresden el 1924.
Quan els nacionalsocialistes van arribar al poder el 1933, Paul Büttner va ser rellevat de tots els seus càrrecs. Va ser arraconat i la interpretació de les seves obres prohibida, a causa de la seva activitat política en anys anteriors i per la seva dona jueva. Va morir en la pobresa el 15 d'octubre de 1943 a Dresden. La seva tomba es troba al "Neuer Annenfriedhof" de Dresden.

## Estil
Büttner és un dels darrers compositors simfònics de la successió directa d'Anton Bruckner, juntament amb col·legues com Richard Wetz. Altres influències importants inclouen Johannes Brahms i el seu professor Draeseke. Va escriure obres vocals, música de cambra i obres simfòniques. La influència de Richard Wagner també es pot escoltar en la seva música. Les seves composicions més importants són les seves quatre simfonies.

## Llegat i gravacions
La finca de Paul Büttner va ser cuidada per la seva esposa Eva fins a la seva mort el 1969. Després va ser administrada per la filla de Büttner, que el 1982 la va transferir a la Biblioteca Estatal i Universitària Saxona de Dresden (SLUB). Conté composicions de Büttner amb 48 números de catàleg i 12 volums de ressenyes musicals, que Büttner va escriure per a la Sächsische Volkszeitung Dresden.
Büttner va ser en gran part oblidat després de la seva mort; encara que políticament "fiable" per al règim de la RDA, la seva música era massa anacrònica per ser adoptada per les seves elits artístiques. En conseqüència, hi ha pocs enregistraments comercials de l'obra de Büttner. La quarta simfonia i l'obertura heroica van rebre un enregistrament del segell suec Sterling el 1996; les seves altres simfonies, encara que mai es van publicar en CD, es poden escoltar a YouTube.

## Escrits
- Paul Büttner: teoria musical bàsica. Un llibre de text i aprenentatge (Berlín: Springer, 1908).